# Lewisville (Ohio)
Lewisville es una villa ubicada en el condado de Monroe en el estado estadounidense de Ohio. En el Censo de 2010 tenía una población de 176 habitantes y una densidad poblacional de 184,66 personas por km².

## Geografía
Lewisville se encuentra ubicada en las coordenadas 39°46′2″N 81°13′6″O / 39.76722, -81.21833. Según la Oficina del Censo de los Estados Unidos, Lewisville tiene una superficie total de 0,95 km², de la cual 0,95 km² corresponden a tierra firme y (0%) 0 km² son agua.

## Demografía
Según el censo de 2010, había 176 personas residiendo en Lewisville. La densidad de población era de 184,66 hab./km². De sus 176 habitantes, el 98,3% eran blancos, el 0% eran afroamericanos, el 0% eran amerindios, el 0,57% eran asiáticos, el 0% eran isleños del Pacífico, el 0% eran de otras razas y el 1,14% pertenecían a dos o más razas. Del total de la población el 0,57% eran hispanos o latinos de cualquier raza.